# Шелдон (Висконсин)
Шелдон (енгл. Sheldon) град је у америчкој савезној држави Висконсин.

## Демографија
По попису из 2010. године број становника је 237, што је 19 (-7,4%) становника мање него 2000. године.
| Група             | 2000.       | 2010.       |
| Белци             | 255 (99,6%) | 220 (92,8%) |
| Афроамериканци    | 0 (0,0%)    | 0 (0,0%)    |
| Азијати           | 0 (0,0%)    | 0 (0,0%)    |
| Хиспаноамериканци | 0 (0,0%)    | 13 (5,5%)   |
| Укупно            | 256         | 237         |